# Jorge Farragut
Jorge Antonio Ferragut Mesquida, nombre anglicanizado como George Farragut (Ciudadela, Menorca, bautizado el 30 de septiembre de 1755–Pascagoula, Misisipi, 4 de junio de 1817), fue un marinero y militar español. Durante la Guerra de Independencia, fue un oficial de la Marina de los Estados Unidos. Farragut fue el único español voluntario que combatió por tierra y por mar a favor de los revolucionarios estadounidenses. 

## Biografía
Jorge Antonio Ferragut Mesquida nació en Ciudadela, en la isla de Menorca, en 1755, en una familia de tradición marinera durante la dominación británica de la isla (entre el 1708 y el 1782). Sus padres eran Antonio Ferragut y Juana Mesquida. Luchó en las guerras ruso-turcas con la marina rusa contra la marina otomana en la batalla de Česhme el 1770. En 1772 su familia lo envió a Barcelona a cursar los estudios de náutica para trabajar como marino mercante. Fue entonces cuanto abandonó la Menorca Británica. En 1776 emigró a los Estados Unidos, donde trabajó para la marina mercante capitaneando un pequeño navío que comerciaba con diversos bienes entre La Habana, Veracruz y Nueva Orleans.

## Guerra de Independencia de los Estados Unidos
Farragut, conmovido por las dificultades de los colonos estadounidenses y su lucha por lograr la
independencia de Gran Bretaña, declaró su lealtad a la causa patriota, y fue entonces cuando anglicanizó su nombre y empezó a ser conocido como George Farragut. Cuando comenzó la Guerra de Independencia norteamericana se unió a los revolucionarios en la Marina de Guerra en Carolina del Sur, como teniente en la guerra Vixen. Combatió contra los británicos en la batalla de Savannah, en la que no abandonó la cubierta del barco en el que estaba viviendo hasta que no “estaba a rebosar de muertos y moribundos”—como dijo él— y que resultó ser una de las más grandes derrotas de los estadounidenses. En 1780 dejó de ser el oficial naval para empezar a ser soldado de pie. En este mismo año comandó una operación para defender Charleston de la ocupación británica. Fue en ese Asedio de Charleston donde fue capturado por los británicos y transportado a Filadelfia. Mientras, Charleston cayó bajo dominio británico. Durante este combate, una bala de cañón le rompió el brazo izquierdo, herida que lo invalidó toda su vida. Farragut tuvo que trasladar cañones, armas de fuego, pólvora y balas de cañón de su barco a tierra firme para combatir desde allí a causa del desastre que supuso la batalla para los estadounidenses. Hizo los intercambios en el Puerto Príncipe, Saint Domingue para que los ejércitos coloniales del Sud pudiesen combatir en la Batalla de la isla de Suvillan y el Sitio de Savannah. Esta maniobra fue infructuosa e hizo que lo apresaran. Después de ser liberado tras un intercambio de prisioneros, sirvió como voluntario en la Batalla de Cowpens, dónde salvó la vida de George Washington (a quien rescató de un encuentro peligroso por un sargento y por una corneta llamada Ball), y la batalla de Wilmington. En esta segunda batalla, Farragut formó una compañía de voluntarios de caballería para capturar a los rezagados del ejército del general Charles Cornwallis en el momento en el que avanzaban hacia el norte hacia Virginia. G. Washington lo describió como “un hombre bajo y fornido; muy valiente y un genio divertido” (“as a short, chunky man; very brave and a funny genius”). Cuando acabó la guerra, y gracias a sus méritos, se retiró del ejército de los Estados Unidos con el grado de oficial comandante mayor.
Después de la guerra, se instaló en Tennessee, donde fue capitán de un transbordador y sirvió como oficial de caballería en la milicia de Tennessee. En 1793, William Blount, el gobernador de Tennessee, lo nombró mayor de la milicia local para que la defendiera de la Nación Cheroqui. Farragut continuó el servicio toda su vida: capitaneó un cañonero en Nueva Orleans en 1807, y luchó contra los británicos como voluntario de las tropas del general Andrew Jackson durante la Guerra de 1812.

## Matrimonio y familia
Después de la guerra, Farragut se casó con Elizabeth Shine (1765-1808), una americana escocesa-irlandesa de Carolina del Norte. Se mudaron a Tennessee y tuvieron un hijo en 1801, David Farragut, que se convirtió en un héroe en la guerra civil estadounidense y tuvo una distinguida y longeva carrera como almirante de la Armada de Estados Unidos. Después del primero, tuvieron cuatro hijos más.
Después de que el presidente Thomas Jefferson comprase el territorio de Luisiana, se necesitaba gente para dotar de personal el nuevo puerto estadounidense de Nueva Orleans. Muchos residentes de la antigua ciudad francesa y española desconfiaban de los anglosajones ya que la política de Jefferson favorecía traer a Nueva Orleans funcionarios que hablasen francés y español. Un amigo de Farragut, William C. C. Claiborne, del este de Tennessee, se convirtió en el primer gobernador de EE.UU del territorio. Esto hizo que Ferragut adquiriese un nuevo trabajo gracias a las recomendaciones de su amigo. En 1805, Farragut se mudó a Nueva Orleans con su familia. Recorrieron 1.700 millas en una lancha con la ayuda de barqueros contratados. Este fue el primer viaje de su hijo David Farragut. Estuvieron viviendo en Nueva Orleans hasta 1808, año en el que Farragut conoció a David Porter, otro oficial de la marina que había servido en la Revolución que y que estaba viviendo con su hijo. Un día Porter tuvo una insolación y lo llevaron a su casa donde, a pesar del intento de cura de la Elizabeth, murió. Ese mismo día, Elizabeth murió de fiebre amarilla. Ferragut, que en el momento tenía 53 años, hizo planes para colocar a sus hijos pequeños con amigos y familiares que los pudiesen cuidar mejor. Un día recibió la visita del más joven de los Porter, que le agradeció los cuidados que su esposa había prestado a su padre y les expresó la simpatía por la pérdida. Porter se ofreció
para adoptar a David Farragut e introducirlo en la carrera de la Marina. Su padre aceptó y, poco después, Jorge Ferragut compró una gran propiedad en las afueras de la ciudad, en el Pascagoula, dónde pasó los últimos años de su vida.

## Muerte
Jordi Farragut Mesquida murió en Pascagoula, Misisipi, el 4 de junio de 1817 a la edad de 62 años a causa de la fiebre amarilla.